# Justin Omoregie
Justin Omoregie (* 21. September 2003) ist ein österreichischer Fußballspieler.

## Karriere

### Verein
Omoregie begann seine Karriere beim SV Aspern. Zur Saison 2011/12 wechselte er zum First Vienna FC. Im März 2013 kam er in die Jugend des FK Austria Wien. Im Februar 2017 wechselte er in die Akademie des FC Red Bull Salzburg, in der er fortan sämtliche Altersstufen durchlief. Im Jänner 2021 rückte er in den Kader des Farmteams der Salzburger, FC Liefering. In der Saison 2020/21 stand er zwar mehrmals im Kader des Zweitligisten, kam allerdings nie zum Einsatz.
Sein Debüt in der 2. Liga gab der Mittelfeldspieler schließlich im Juli 2021, als er am ersten Spieltag der Saison 2021/22 gegen die Kapfenberger SV in der Startelf stand. Sein Debüt als Profi endete jedoch nach 83 Minuten, nachdem er für ein grobes Foul die Rote Karte gesehen hatte. In weiterer Folge wurde der Mittelfeldspieler für zwei Partien sowie eine bedingte gesperrt.
Zur Saison 2022/23 rückte Omoregie in den Bundesligakader der Salzburger. Zuvor hatte er im März 2022 einen bis Juni 2027 Profivertrag bei Red Bull unterschrieben. In den Saisonen 2022/23 und 2023/24 kam er aber weiterhin nur für Liefering zum Einsatz. Zur Saison 2024/25 wurde er daraufhin an den TSV Hartberg verliehen. Während der Leihe kam er zu 19 Einsätzen in der Bundesliga.

### Nationalmannschaft
Omoregie spielte im September 2018 erstmals für eine österreichische Jugendnationalauswahl. Im September 2019 debütierte er gegen Rumänien für die U-17-Mannschaft. Im September 2021 gab er gegen die Türkei sein Debüt im U-19-Team. Mit der U-19-Auswahl nahm er 2022 an der EM teil. Während des Turniers kam er in allen vier Partien zum Einsatz, mit Österreich schied er aber in der Gruppenphase aus und verpasste anschließend auch die Qualifikation für die WM.

## Erfolge
- Österreichischer Meister: 2023